# 艾琦·米拉
艾琦·米拉，德国非二元性别科幻作家。成名于2020年代，2022至2023年，其作品曾获库尔德·拉斯维茨奖4次、德国科幻小说奖3次。2023年获欧洲科幻小说协会新人奖。

## 简介
米拉常居汉堡。学生时代的专业是媒体传播，后来曾研究青年文化和电脑游戏。除了创作长篇小说，米拉还在《Tor在线》、《幻想！》、《出埃及记》、《酷儿世界》、《未来幻想杂志》和《计算机技术杂志》上发表短篇小说和散文。
2022年，其短篇小说《27号理想国》获库尔德·拉斯维茨奖、德国科幻小说奖。该小说曾被收入小说集《一开始是这样的》。长篇小说《霓虹灰：神经底质中的终局》（2022）获2023年拉斯维茨奖。 《神经野兽》获2024年拉斯维茨奖。